# Техеварі Людівйон
Техеварі Людівйон (фр. Teheivarii Ludivion, нар. 1 липня 1989) — таїтянський футболіст, захисник клубу «Тефана» та національної збірної Таїті.

## Клубна кар'єра
У дорослому футболі дебютував 2009 року виступами за команду клубу «Веню». 2012 року перейшов до іншої таїтянської команди, «Тефана».

## Виступи за збірну
2010 року дебютував в офіційних матчах у складі національної збірної Таїті. Наразі провів у формі головної команди країни 19 матчів, забивши 1 гол.
У складі збірної був учасником кубка націй ОФК 2012 року, що проходив на Соломонових Островах і на якому таїтянці вперше в історії здобули титул переможця турніру. Брав участь у розіграші Кубка конфедерацій 2013 року в Бразилії.

## Досягнення
- Володар Кубка націй ОФК: 2012